# Hermitage Capital Management
Hermitage Capital Management est une société de fonds d'investissement et de gestion d'actifs spécialisée sur les marchés russes, fondée en 1996, année de réélection de Boris Eltsine, par Bill Browder et Edmond Safra et dont le siège est à Guernesey. La société possède des bureaux aux îles Caïmans et à Moscou, en Russie. Ce sont des années euphoriques pour le fonds, passant de 25 millions à 4,5 milliards de dollars d'actifs russes sous son contrôle.
Ce fonds est depuis devenu une filiale d'HSBC.
À l'inverse, les années Poutine marquent un coup d'arrêt brutal des privatisations d'actifs russes au bénéfice de fonds étrangers du type de Hermitage Capital Management.
En 2007, les forces de l’ordre russes commencent à perquisitionner la filiale russe du Fonds  d’investissement Hermitage Capital Management. Les dirigeants de HCM sont accusés d’avoir créé un système d’évasion fiscale à travers un réseau de filiales. Selon les enquêteurs, les filiales du Fonds ont  illégalement acquis des actions d’entreprises stratégiques russes, y compris « Gazprom » et « Rosneft ».
En 2008, Hermitage Capital Management a publié un rapport dans lequel le fonds affirme que ses filiales russes ont été victimes d'un arnaque complexe conçue pour escroquer la société de plusieurs millions de dollars. Le rapport allègue que la tentative de vol a été réalisée avec l'assistance de fonctionnaires de la police russe.